# Ventiseri
 Ventiseri  là một xã ở tỉnh Haute-Corse trên đảo Corse, Pháp. Xã này có diện tích 46,7 km², dân số năm 1999 là 2023 người. Khu vực này có độ cao trung bình 510 mét trên mực nước biển.